# Guillermo Rey
Manuel Guillermo Rey Torres Valdivia (Lima, 13 de abril de 1854 - id. 24 de mayo de 1925) fue un político peruano. Diputado, senador y presidente del Senado (1923-1925). Partidario de Augusto B. Leguía, fue el primer presidente del Partido Democrático Reformista o partido leguiísta.

## Biografía
Hijo de Andrés Rey Bazín y Carmen Torres Valdivia y Echevarría, nació y se educó en la capital peruana. Desde muy joven se dedicó al comercio. Al estallar la guerra del Pacífico se alistó en la reserva destinada a la defensa de Lima, y con el grado de teniente, peleó en la batalla de Miraflores (1881).
En 1888 ingresó a trabajar en la Empresa de Agua de Lima (luego Junta Municipal del Agua), llegando a ejercer el cargo de cajero, en el que se mantuvo durante muchos años. Asimismo, fue subgerente encargado de la Caja.
A fines del siglo XIX incursionó en la política, militando en el partido Unión Cívica (fundado por Mariano Nicolás Valcárcel), del cual fue vicepresidente, encargándose a veces de la presidencia.
En 1907 fue elegido diputado por la provincia de Cangallo. Fue miembro de la comisión de presupuesto, demostrando gran pericia en su labor. En 1912 fue elegido primer vicepresidente de la Cámara de Diputados.
En las elecciones presidenciales de 1912 fue candidato a la segunda vicepresidencia de la República, integrando la fórmula presidencial encabezada por Ántero Aspíllaga, candidato gobiernista, cuyo triunfo se daba por descontado. Finalmente, por decisión del Congreso, se impuso Guillermo Billinghurst, candidato independiente surgido en último momento.
En 1913 presidió las Juntas Preparatorias de la Cámara de Diputados. Fue ese mismo Congreso que se enfrentó con el presidente Billinghurst y acabó por derrocarlo con ayuda de la fuerza armada en 1914.
Bajo el gobierno provisorio de Óscar R. Benavides (1914-1915), fue nombrado miembro de la Junta de Vigilancia encargada de la emisión de cheques circulares. También integró la Junta de Agua de Lima.
Fue vicedirector de la Sociedad de Beneficencia Pública de Lima; presidente de la Junta encargada de distribuir los fondos que el alto comercio de Lima y el Callao donara al Ejército; presidente de la Asociación Pro-Marina; y presidente de diversas instituciones de asistencia social.
Cuando se instauró el Oncenio en 1919, Guillermo Rey se contó entre los principales colaboradores del presidente Augusto B. Leguía. Al plantearse la reelección de Leguía en 1922, los allegados del presidente conformaron su propio partido, el Partido Democrático Reformista, cuya presidencia asumió Guillermo Rey.
Debido al sorpresivo fallecimiento del senador por Lima Javier Prado Ugarteche (25 de junio de 1921), Guillermo Rey, en su calidad de accesitario, se incorporó al Senado. El 27 de julio de 1923 fue elegido presidente de dicha cámara. Al año siguiente fue reelegido por el voto de todos los senadores, menos el suyo.
Se hallaba en el ejercicio de su alta función, cuando a principios de mayo de 1925 una repentina enfermedad lo obligó a pedir licencia. Ante la ausencia de los dos vicepresidentes del Senado (el primer vicepresidente Enrique de la Piedra se desempeñaba como ministro de Hacienda y Comercio; y el segundo vicepresidente, general José Ramón Pizarro, se hallaba fuera de Lima), el general Antonio Castro y Arellano, senador por La Libertad, asumió como presidente accidental del Senado.
Finalmente, tras veinte días de estar postrado en cama, Guillermo Rey falleció el 24 de mayo de 1925. Sus restos fueron velados en el local del Senado (actual Museo del Congreso y la Inquisición). Luego, acompañado de numeroso cortejo, fueron trasladados a la Catedral de Lima. Asistieron a los funerales el presidente Leguía y su consejo de Ministros, así como diversas autoridades políticas, militares y religiosas. Fue sepultado en el Cementerio General de Lima. El Congreso dio una ley consignando una partida de dos mil libras peruanas del presupuesto general para la construcción de su mausoleo.

## Descendencia
Tuvo seis hijos, uno de los cuales, Guillermo Rey Lama, fue padre de Guillermo Rey Terry, que fue presidente del Tribunal Constitucional del Perú. Fue también tío bisabuelo de Rafael Rey Rey, ingeniero y político de trayectoria desde la década de 1990.